# Histoires courtes de Sophie
Pour un article plus général, voir Sophie (bande dessinée).
 (septembre 2024).
Si vous disposez d'ouvrages ou d'articles de référence ou si vous connaissez des sites web de qualité traitant du thème abordé ici, merci de compléter l'article en donnant les références utiles à sa vérifiabilité et en les liant à la section « Notes et références ».

## L'Œuf de bouvreuil
Deuxième histoire de la série Sophie de Jidéhem et Vicq, elle est publiée pour la première fois dans le journal Spirou no 1408 (1965), puis dans le 3e album de la série, Les Bonheurs de Sophie (Sophie) en 1969.

## Le Voleur du parc
Quatrième histoire de la série Sophie de Jidéhem et Vicq, elle est publiée pour la première fois dans le journal Spirou no 1434 (1965), puis dans le 3e album de la série, Les Bonheurs de Sophie (Sophie) en 1969.

## Le Puits magique
Cinquième histoire de la série Sophie de Jidéhem et Vicq, elle est publiée pour la première fois dans le journal Spirou no 1444 (1965), puis dans le 2e album de la série, La Bulle du silence, en 1968.

## Le Poisson d'avril
Sixième histoire de la série Sophie de Jidéhem et Vicq, elle est publiée pour la première fois dans le journal Spirou no 1459 (1966), puis dans le 3e album de la série, Les Bonheurs de Sophie (Sophie) en 1969.

## La Pelle mécanique
Septième histoire de la série Sophie de Jidéhem et Vicq, elle est publiée pour la première fois dans le journal Spirou no 1476 (1966), puis dans le 1er album de la série, L'Œuf de Karamazout , en 1968.

## Le Bonhomme de neige
Huitième histoire de la série Sophie de Jidéhem et Vicq, elle est publiée pour la première fois dans le journal Spirou no 1496 (1966), puis dans le 3e album de la série, Les Bonheurs de Sophie en 1969.

## Calamity Sophie
Neuvième histoire de la série Sophie de Jidéhem et Vicq, elle est publiée pour la première fois dans le journal Spirou no 1513 (1967), puis dans le 3e album de la série, Les Bonheurs de Sophie en 1969.

## Lord Nelson
Dixième histoire de la série Sophie de Jidéhem et Vicq, elle est publiée pour la première fois dans le journal Spirou no 1524 (1967), puis dans le 3e album de la série, Les Bonheurs de Sophie en 1969.

## Le Trombone de la bonté
Onzième histoire de la série Sophie de Jidéhem et Vicq, elle est publiée pour la première fois dans le journal Spirou no 1548 (1967), puis dans le 3e album de la série, Les Bonheurs de Sophie en 1969.

## Figarossi glassier
Douzième histoire de la série Sophie de Jidéhem et Vicq, elle est publiée pour la première fois dans le journal Spirou no 1565 (1968), puis dans le 3e album de la série, Les Bonheurs de Sophie en 1969.

## Le Poisson volant
Treizième histoire de la série Sophie de Jidéhem et Vicq, elle est publiée pour la première fois dans le journal Spirou no 1576 (1968).

## Sophie et l'Esprit frappeur
Quatorzième histoire de la série Sophie de Jidéhem et Vicq, elle est publiée pour la première fois dans le journal Spirou du no 1583 au no 1590 (1968), puis dans le 7e album de la série, Sophie et le Cube qui parle en 1972.

## Sophie kidnappée
Seizième histoire de la série Sophie de Jidéhem et Vicq, elle est publiée pour la première fois dans le journal Spirou no 1616 (1969).

## L'Ichtyologue
Dix-septième histoire de la série Sophie de Jidéhem et Vicq, elle est publiée pour la première fois dans le journal Spirou no 1641 (1969).

## Les Deux Vœux
Dix-huitième histoire de la série Sophie de Jidéhem et Vicq, elle est publiée pour la première fois dans le journal Spirou no 1652 (1969), puis dans le 7e album de la série, Les Bonheurs de Sophie, 2e série en 1972.

## Le Scaphandrier
Vingtième histoire de la série Sophie de Jidéhem et Vicq, elle est publiée pour la première fois dans le journal Spirou no 1702 (1970).

## Carrosseries en vrac
Vingt-deuxième histoire de la série Sophie de Jidéhem et Vicq, elle est publiée pour la première fois dans le journal Spirou no 1724 (1971).

## Histoire sans titre
Vingt-troisième histoire de la série Sophie de Jidéhem et Vicq, elle est publiée pour la première fois dans le journal Spirou no 1744 (1971).

## Histoire sans titre (2)
Vingt-quatrième histoire de la série Sophie de Jidéhem et Vicq, elle est publiée pour la première fois dans le journal Spirou no 1747 (1971).

## Histoire sans titre (3)
Vingt-cinquième histoire de la série Sophie de Jidéhem et Vicq, elle est publiée pour la première fois dans le journal Spirou no 1756 (1971).

## Histoire sans titre (4)
Vingt-sixième histoire de la série Sophie de Jidéhem et Vicq, elle est publiée pour la première fois dans le journal Spirou no 1770 (1972).

## Sophie en Provence
Vingt-neuvième histoire de la série Sophie de Jidéhem et Vicq, elle est publiée pour la première fois dans le journal Spirou no 1834 (1973).

## Histoire sans titre (5)
Trentième histoire de la série Sophie de Jidéhem et Vicq, elle est publiée pour la première fois dans le journal Spirou no 1846 (1973).

## Le Buste disparu
Trente-deuxième histoire de la série Sophie de Jidéhem et Vicq, elle est publiée pour la première fois dans le journal Spirou no 1860 (1973).

## Histoire sans titre (6)
Trente-troisième histoire de la série Sophie de Jidéhem et Vicq, elle est publiée pour la première fois dans le journal Spirou no 1883 (1974).

## L'Haleine du dragon
Trente-quatrième histoire de la série Sophie de Jidéhem et Vicq, elle est publiée pour la première dans le journal Spirou du no 1906 au no 1911 (1974), puis dans le 11e album de la série, Sophie et le Souffle du dragon en 1976.

## Sophie et le Parlotl
Trente-cinquième histoire de la série Sophie de Jidéhem et Vicq, elle est publiée pour la première fois dans le journal Spirou no 1913 (1974), puis dans le 12e album de la série, Cette sacrée Sophie en 1977.

## Histoire sans titre (7)
Trente-sixième histoire de la série Sophie de Jidéhem et Vicq, elle est publiée pour la première fois dans le journal Spirou no 1928 (1975).

## Histoire sans titre (8)
Trente-septième histoire de la série Sophie de Jidéhem et Vicq, elle est publiée pour la première fois dans le journal Spirou no 1971 (1976).

## Sophie et les Schtroumpfs
Trente-huitième histoire de la série Sophie de Jidéhem et Vicq, elle est publiée pour la première fois dans le journal Spirou no 1973 (1976), puis dans le 12e album de la série, Cette sacrée Sophie en 1977.

## Une mystérieuse maladie (9)
Trente-neuvième histoire de la série Sophie de Jidéhem et Vicq, elle est publiée pour la première fois dans le journal Spirou no 1977 (1976).

## La fugue de Dorothée
Quarantième histoire de la série Sophie de Jidéhem et Vicq, elle est publiée pour la première fois dans le journal Spirou no 1986 (1976).

## Drôle de balle!
Quarante-et-unième histoire de la série Sophie de Jidéhem et Vicq, elle est publiée pour la première fois dans le journal Spirou no 2004 (1976), puis dans le 12e album de la série, Cette sacrée Sophie en 1977.

## Mystère dans le brouillard
Quarante-deuxième histoire de la série Sophie de Jidéhem et Vicq, elle est publiée pour la première fois dans le journal Spirou no 2010 (1976).

## Histoire sans titre (11)
Quarante-troisième histoire de la série Sophie de Jidéhem et Vicq, elle est publiée pour la première fois dans le journal Spirou no 2017 (1976).

## 1925
Quarante-sixième histoire de la série Sophie de Jidéhem et Vicq, elle est publiée pour la première fois dans le journal Spirou no 2069 (1977), puis dans le 16e album de la série, Cette sacrée Sophie en 1981.

## Sophie et le Père Labulle
Quarante-septième histoire de la série Sophie de Jidéhem et Vicq, elle est publiée pour la première fois dans le no 2079 du journal Spirou (1977), puis dans le 16e album de la série, Cette sacrée Sophie en 1981.

## Histoire de neige
Quarante-huitième histoire de la série Sophie de Jidéhem et Vicq, elle est publiée pour la première fois dans le journal Spirou no 2082 (1978), puis dans le 16e album de la série, Cette sacrée Sophie en 1981.

## Sophie et la Fête à Oscar
Quarante-neuvième histoire de la série Sophie de Jidéhem et Vicq, elle est publiée pour la première fois dans le journal Spirou no 2125 (1979), puis dans le 17e album de la série, Sophie et Cie en 1984.

## L'Avion supersonique
Cinquantième histoire de la série Sophie de Jidéhem et Vicq, elle est publiée pour la première fois dans le journal Spirou no 2130 (1979), puis dans le 16e album de la série, Cette sacrée Sophie en 1981.

## Chaussures chauffantes
Cinquante-deuxième histoire de la série Sophie de Jidéhem et Vicq, elle est publiée pour la première fois dans le journal Spirou no 2229 (1981), puis dans le 17e album de la série, Sophie et Cie en 1984.

## La Rivière en folie
Cinquante-troisième histoire de la série Sophie de Jidéhem et Vicq, elle est publiée pour la première fois dans le journal Spirou no 2244 (1981).

## La Rolls de 38
Cinquante-quatrième histoire de la série Sophie de Jidéhem et Mittéï, elle est publiée pour la première fois dans le no 2317 du journal Spirou (1982), puis dans le 17e album de la série, Sophie et Cie en 1984.